# 电子工程

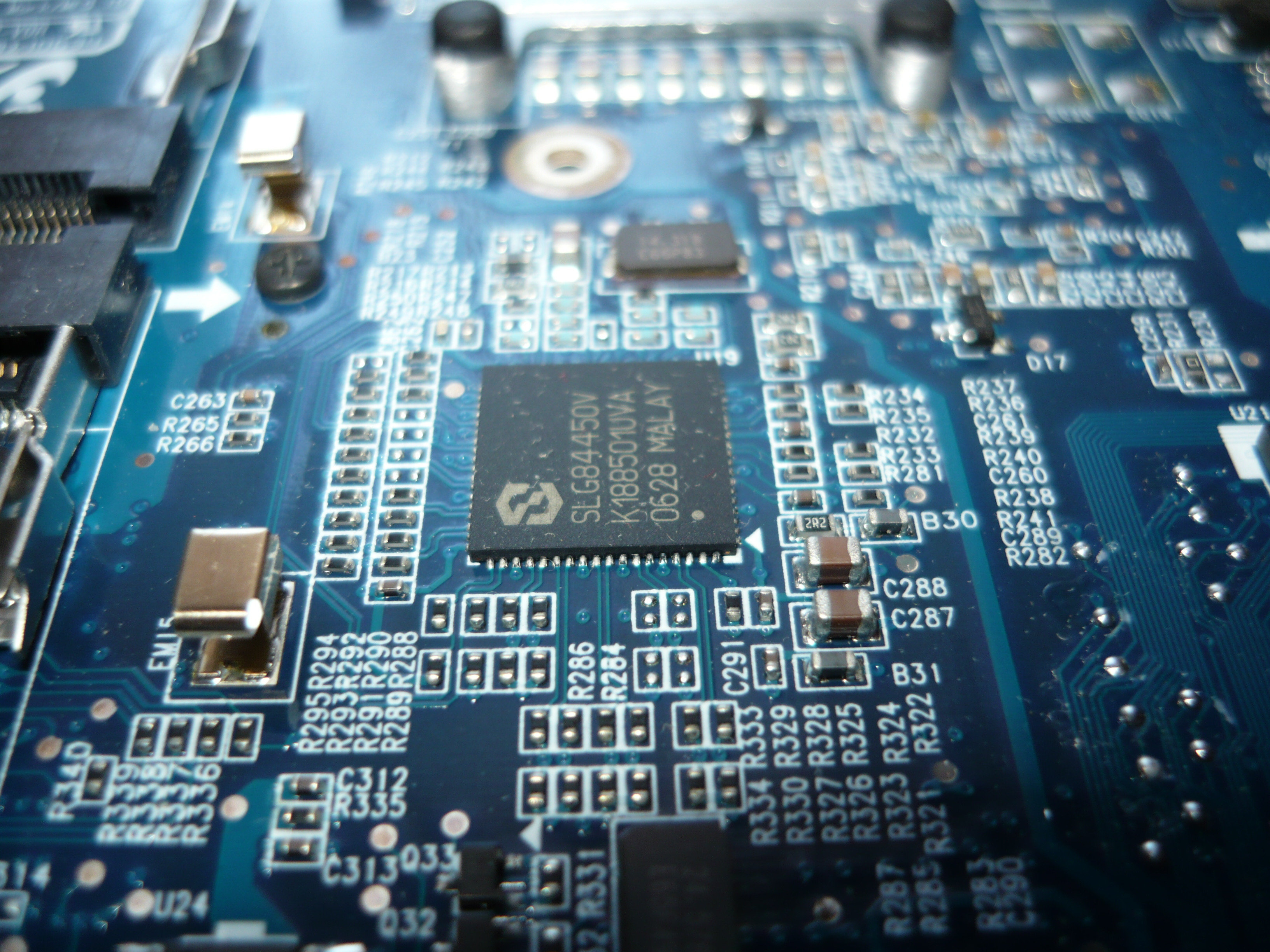
PCB，承载了SMD元件及芯片

电子工程（英語：Electronic Engineering），通常也包括电子信息工程，是利用电子活动和效应的科学知识来设计、开发以及测试设备、系统或装备的一门工程学科。电子工程表示一个广泛的工程领域，覆盖了很多子领域，包括仪器工程、通信、半导体电路设计等等。
电子工程的应用形式涵盖了电动设备以及运用了控制技术、测量技术、调整技术、计算机技术，直至信息技术的各种电动开关。

## 术语
虽然缩写同为EE，但是电子工程（Electronics Engineering）和电力工程、電機工程（Electrical Engineering）等研究领域却不盡相同。电子工程通常是与计算机硬件、电子、微电子、集成电路相关的学科，涉及的电压通常较低，作为信号用于搭载信号；而后两者更侧重关注电力的产生、输送等方面，常常涉及较高的电压。

## 历史
现代电子工程学科是在很大程度上是随着电话、无线电、电视和两次世界大战中雷达、声纳、通信系统的发展而出现的。在20世纪50年代末，电子工程这个名词开始出现。
1893年，尼古拉·特斯拉首次向公众展示无线电通信。1904年，约翰·弗莱明，伦敦大学学院的一名电教授，发明了二極體。一年后，于1906年，罗伯特冯利本和李德福雷斯特将自主开发的放大器管称为電晶體（在大陸則稱為三极管、三极体）。电子工程发展的重要发明有电视、三极管（電晶體）、电子计算机、微处理器等。

## 應用
在电子工程领域，工程师设计和测试电子电路，电路是由各种电子元件（如电阻，电容，电感，二极管和晶体管）组成并实现特定功能。在设计集成电路时，电子工程师，首先构建电路原理图，指定电子元件并描述它们之间的相互联系。完成后，超大规模集成电路工程师将原理转化为实际布局，这个过程中需要用各种导体和半导体材料制作电路。从原理图到布局的转换工作可以由软件实现（见电子设计自动化 
)，但很多时候需要人力微调来减少空间和降低功耗。一旦布局完成它可以发送到生产制造厂。集成电路和其它电子元件可以组装在印刷电路板形成更为复杂的电路。今天，在多数电子产品中都可以发现印刷电路板，包括电视，电脑和音频播放器。

## 領域

### 电磁场理论
- 高斯定律、斯托克斯定理、不同介质中的麦克斯韦方程组（含微分和积分形式）
- 波动方程、坡印廷矢量、平面波的传播反射和折射、相和群速度
- 传输线的特性阻抗、阻抗变换、史密斯圆图、阻抗匹配、脉冲激励、波导、矩形波导、边界条件、截止频率，色散关系
- 天线：偶极子天线、天线阵列、辐射模式。

### 电子器件和电路
- 模拟电路和数字电路
- 电子设备：半导体、PN结、二极管、齐纳二极管、隧道二极管、双极性晶体管、场效应管、电容器、光电二极管
- 集成电路制造工艺：氧化、扩散、离子注入、光刻和CMOS工艺
- 各种放大器的构成以及对频率的响应情况，运算放大器、滤波器、正弦波振荡器、函数信号发生器和整流电路、整流电源供应系统
- 布尔代数，逻辑门电路（TTL，ECL，CMOS）；组合逻辑电路的译码器及解码器、时序电路的触发器、计数器和移位寄存器
- 模拟数字转换器、数字模拟转换器、半导体存储器、微处理器

### 信号与系统
- 拉普拉斯变换、连续时间和离散时间傅里叶级数、连续时间与离散时间傅里叶变换、Z变换
- 采样定理和线性时不变系统、随机信号和噪声的性质

### 控制系统
- 控制系统的基本组成部分
- 开环和闭环（负反馈）系统和稳定系统的分析
- 信号流图及其在确定系统传递函数的使用
- 暂态稳定的LTI控制系统和频响状态分析
- 稳态干扰和噪声敏感性的分析
- 线性时不变的工具和控制系统的分析和设计技术
- 控制系统补偿。

### 通信
- 模拟通信系统：幅度和角度调制和解调系统，对频谱噪声的分析
- 数字通信系统：脉冲编码调制（PCM）、数字调制方式、幅度和频率相移键控、匹配滤波接收器，带宽和检错纠错机制、GSM、时分多址（TDMA）

## 子领域
电子工程有许多分支。本节覆盖了很多电子工程的分支。有些工程师，专注在一个子领域，也有许多工程师工作在几个领域。
- 信号处理（Signal Processing）：分析和处理信号。信号可以是模拟的（信号连续变化），也可以是数字的（信号是由一些离散的值表示）。举例说，对于模拟信号，信号处理涉及到语音设备中语音信号放大和滤波，或者通信中信号的调制和解调。对于数字信号，信号处理可能涉及到信号的压缩，检错和纠错。
- 通信工程（Communication Engineering）：处理信息怎样通过一个信道，如同轴电缆，光纤或自由空间。
- 计算机工程（Computer Engineering）：处理计算机和计算机系统的设计。这个可能设计到设计新的硬件，或者是用计算机控制工厂的生产。也有可能是在软件级别的工作，这个跟软件工程的领域就有些交叉。

### 项目工程
对于工作在最新的系统设计和开发的大多数工程师来说，技术工作只是他们工作的一部分。他们的很多时间用于跟客户讨论，准备预算和确定项目进度计划。许多高级工程师管理一组技术人员和工程师，所以项目管理技能很重要。许多工程项目包括写文档，所以书面写作能力也很重要。
电子工程师的工作地点和他们的工作类型相关。有可能是工厂的实验室，咨询公司的办公室或者是研究机构的实验室。他们的工作需要和科学家，技术人员，程序员还有其他工程师打交道。
自己掌握的技术过时是很多工程师担心的事。参加技术社团，看这个领域的期刊和保持持续学习的习惯很重要。特别是消费电子领域更是如此。